# Isla Fuerte
Isla Fuerte är en ö i Colombia.   Den ligger i departementet Córdoba, i den nordvästra delen av landet, 600 km norr om huvudstaden Bogotá. Arean är 3,0 kvadratkilometer.
Terrängen på Isla Fuerte är mycket platt. Öns högsta punkt är 24 meter över havet. Den sträcker sig 2,3 kilometer i nord-sydlig riktning, och 2,0 kilometer i öst-västlig riktning.